# Celestynów (Otwock)
Pour les articles homonymes, voir Celestynów.
Celestynów (prononciation : [t͡sɛlɛsˈtɨnuf]) est un village polonais de la gmina de Celestynów dans le powiat d'Otwock de la voïvodie de Mazovie dans le centre-est de la Pologne.
Le village est le siège administratif (chef-lieu) de la gmina appelée gmina de Celestynów.
Il se situe à environ 11 kilomètres au sud-est d'Otwock (siège du powiat) et à 33 kilomètres au sud-est de Varsovie (capitale de la Pologne).
Le village compte approximativement une population de 4986 habitants en 2011.

## Histoire
De 1975 à 1998, le village appartenait administrativement à la voïvodie de Varsovie.